# سانکای کی
سانکای کی (به ژاپنی: 山槐記) یادداشت‌ها و دفتر خاطرات روزانه نوشته شده توسط کوگه (مقام وابسته به دربار) ناکایاما تاداچیکا (مرگ ۱۱۹۵–۱۱۳۱ میلادی) است که در اواخر دوره هی‌آن و اوایل دوره کاماکورا نوشته شده‌است. این یادداشت‌ها یکی از منابع در مورد حوادث نبرد بین خاندان‌های میناموتو و تایرا است.